# اس‌اس آنتنور (۱۸۹۶)
اس‌اس آنتنور (۱۸۹۶) (به انگلیسی: SS Antenor (1896)) یک کشتی بود که طول آن ۴۲۲ فوت (۱۲۹ متر) بود. این کشتی در سال ۱۸۹۶ ساخته شد.